# 田中安右衛門
田中 安右兵衛（たなか やすえもん、寛政5年（1793年） - 天保14年3月4日（1843年4月3日））は、江戸時代後期の一揆指導者。

## 経歴・人物
近江水口藩領深川（現：滋賀県甲賀市甲南町深川）の庄屋。
天保13年（1842年）、江戸幕府勘定方の市野茂三郎による検地増徴に反対し、野洲・甲賀・栗太3郡の農民約1万2000人が蜂起した近江天保一揆（甲賀一揆）を指導した一人である。検地は阻止されたが、同志の土川平兵衛らと共に捕えられ、江戸へ護送される途中、桑名で死亡した。